# 夜は夜もすがら
『夜は夜もすがら』（Anything Goes）は、1956年に公開されたアメリカ合衆国のミュージカル映画。コール・ポーターの楽曲を用いたガイ・ボルトンとP・G・ウッドハウスによるミュージカル『エニシング・ゴーズ』を原作としている。監督はロバート・ルイス。主演はビング・クロスビー、ドナルド・オコナー、ジジ・ジャンメール、ミッツィ・ゲイナー。
『エニシング・ゴーズ』の映画化としては、1936年公開の『海は桃色』以来、二度目である。ただし、当作は一部の曲とタイトルを除いて、登場人物や設定の変更など大幅な脚色を行っている。なお、ビング・クロスビーは『海は桃色』でも主演であった。

## キャスト
※日本語吹替はテレビ版
- ビル・ベンソン: ビング・クロスビー（吹替: 宮内幸平）
- テッド・アダムス: ドナルド・オコナー（吹替: 井上弦太郎）
- パッツィ・ブレア: ミッツィ・ゲイナー（吹替: 坂本眸）
- ギャビー・デュバル: ジジ・ジャンメール
- スティーブ・ブレア: フィル・ハリス（英語版）
- ヴィクター・ローレンス: カート・カズナー（英語版）
- エド・ブレント: リチャード・アードマン（英語版）

## スタッフ
- 監督: ロバート・ルイス（英語版）
- 製作: ロバート・エメット・ドーラン（英語版）
- 脚本: シドニィ・シェルダン、ハワード・リンゼイ（英語版）
- 原作戯曲: ガイ・ボルトン（英語版）、P・G・ウッドハウス
- 撮影: ジョン・F・ウォーレン（英語版）
- 音楽: ニック・キャッスル（英語版）、ジョセフ・J・リリー（英語版）、ヴァン・クリーブ（英語版）